# 모하메드 딥
모하메드 딥(아랍어: محمد ديب; 1920년 7월 21일 – 2003년 5월 2일)은 알제리인 작가이다. 딥은 30권이 넘는 장편 소설을 비롯해 수많은 단편 소설, 시 와 아동 문학을 프랑스어로 집필하였다.  딥은 또한 알제리에서 가장 다작을 하며 잘 알려진 작가로 꼽힌다. 딥의 작품들은 폭 넓은 알제리의 20세기 역사를 다루며, 특히 알제리의 독립 투쟁에 주목을 하였다.

## 일생
딥은 알제리에서 모로코 국경과 가까운 틀렘센에서 태어났으며, 중산층 집안에 속했으나 점점 가난했다. 어린 시절에 아버지가 돌아가신 뒤, 딥은 15살에 시를 쓰기 시작했다. 18살 때에는 모로코의 우지다에서 선생님으로 일을 하였다. 20대와 30대에는 방직공, 선생님, 회계사, 프랑스와 영국 군대 사이의 통역사, 그리고 알제리 공산당 기구인 Alger Républicain (알저 리퍼블리칸)과 Liberté (리베르테) 같은 신문사에서 기자로 일하는 등 다양한 직업을 가졌다. 알제리 전쟁이 있기 2년 전인 1952년도에 프랑스 여성과 결혼을 하고,  프랑스를 방문하며 알제리 공산당에 들어갔다. 같은 해에 딥의 첫 장편 소설인 La Grande Maison <대저택>을 출판하였다. 딥은 알제리인 작가들의 그룹인 Generation of '52 (52년도의 세대)의 첫 구성원 이였으며 다른 구성원들 중에는 알베르 카뮈와 무루드 페라운이 있다.
1959년에 딥은 알제리 독립 투쟁을 지지하고 식민 통치 아래의 많은 알제리인들의 현실적인 삶을 담은 장편 소설이 유명해지자, 프랑스 당국에 의해 알제리에서 추방 당한다. 많은 알제리의 독립주의자들 같이 카이로로 거처를 옮기는 대신 딥은 프랑스 정부를 로비 한 후 카뮈를 포함한 다양한 작가들과 프랑스에 거주했다. 1967년부터 주로 파리와 가까운 라셀생클루에 거주했다.
1976년부터 1977년까지 캘리포니아 대학교 로스엔젤레스에서 학생들을 가르치는 일을 하고 신 파리 대학교에서도 교수직을 맡았다. 말년에는 핀란드로 자주 여행을 가고, 그 여행이 후년의 몇몇 소설들의 배경이 되었다. 딥은 라셀생클루에서 2003년 5월 2일에 사망하였다. 딥의 사망 후, 프랑스 문화부 장관, Jean-Jacques Aillagon (장 재케 아곤)은 딥은 "알제리와 프랑스, 북쪽과 지중해를 영적으로 이어주는 다리"였다고 찬사를 표현했다.

## 수상
- 1953년 Fénéon Prize (페네옹 상)
- 1998년 Mallarmé prize (말라메 상)

## 업적
딥은 그의 업적들이 더 넓은 세상, 특히 프랑스어를 쓰는 나라들의 사람들에게 진정한 알제리 역사의 경혐을 나눌 수 있게 하는 데에 중점을 두었다. 알제리 전쟁 (1954년-1962년)은 딥의 생각에 큰 영향을 미쳤고 딥은 세상이 알제리 독립 투쟁에 주목하게 하고 싶어 했다. 정치적 평등을 지지하는 사람으로서 딥은 "우릴 다르게 만드는 것들은 항상 부차적으로 머문다" 고 믿었다. 딥은 프랑스 문학 기관에서 많은 상들을 수상하였다.

### 소설
딥의 데뷔 소설인 La grande maison <대저택>은 알제리 3부작의 첫 부분으로 알제리의 대가족에 대해 다룬다.  주인공인 오마르는 제 2차 세계 대전이 일어나기 직전의 알제리에서 가난하게 자라는 어린 남자아이이다. 3부작은 에밀 졸라와 유사하게 사실주의적으로 표현되었다. 두번째 작품인 L'Incendie <화재>는 알제리 혁명이 일어나는 해에 출판 되었으며, 제 2차 세계 대전중의 오마르의 삶에 대해 다룬다. 세번째 작품인 Le Métier à tisser <선물>은 1957년에 출판 되었으며 오마르가 성년이 된 후 알제리에서 일을 하는 삶에 대해 다룬다. 3부작은 부분적으로 딥의 자서전이기도 하다.
딥의 후년의 소설들은 그 전의 소설들처럼 항상 사실적인 체계이기 보단 자주 초현실 적인 요소들을 보였다. 딥은 Qui se souvient de la mer <바다를 기억하는 자> (1962) 와 L.A. Trip <L.A. 여행> 의 마지막 시에서 SF (공상 과학 소설)의 요소도 사용하였다.
1985년부터 1994년까지 딥은 북유럽 국가들을 방문하는 북아메리카 남자 방문한 나라의 여자와 만나 아이를 가지는 내용릐 네편의 준 자서전을 썼다. 소설의 마지막 부분에서는 아이가 아버지의 조국을 방문한다. 딥은 또한 여러 핀란드 책을 프랑스어로 번역 하는 일을 도왔다.

## 참고 문헌
- La grande maison <대저택> (1952) (Fénéon Prize <페네옹상> 수상)
- L'incendie <화재> (1954)
- Au café (1957)
- Le métier à tisser <선물> (1957)
- Baba Fekrane (1959)
- Un été africain (1959)
- Ombre gardienne (1961)
- Qui se souvient de la mer <바다를 기억하는 자> (1962)
- Cours sur la rive sauvage (1964)
- Le talisman (1966)
- La danse du roi (1968)
- Formulaires (1970)
- Dieu en barbarie (1970)
- Le Maître de chasse (1973)
- L'histoire du chat qui boude (1974)
- Omneros (1975)
- Habel (1977)
- Feu beau feu (1979)
- Mille hourras pour une gueuse (1980)
- Les terrasses d'Orsol (1985)
- O vive- poèmes (1987)
- Le sommeil d'Ève (1989)
- Neiges de Marbre (1990)
- Le Désert sans détour (1992)
- L'infante Maure (1994)
- L'arbre à dires (1998)
- L'Enfant-Jazz (1998)
- Le Cœur insulaire (2000)
- The Savage Night (2001) (trans. by C. Dickson)
- Comme un bruit d'abeilles (2001)
- L.A. Trip <L.A. 여행> (2003)
- Simorgh (2003)
- Laezza (2006)

## 참조
- 알제리 작가 목록
- 아프리카 작가 목록